# Тимашев, Владимир Васильевич
Владимир Васильевич Тимашев (26 декабря 1930 года, с. Садовое Аннинский район, Воронежская область, РСФСР, СССР — 28 января 1982 года, Москва, РСФСР, СССР) — советский химик, специалист в области химии силикатов, член-корреспондент АН СССР (1979).

## Биография
Родился 26 декабря 1930 года в селе Садовое Воронежской области.
В 1953 году — с отличием окончил Московский химико-технологический институт имени Д. И. Менделеева, где в дальнейшем и работал.
В 1957 году — защитил кандидатскую, а в 1968 году — докторскую диссертации, чуть позже было присвоено учёное звание профессора.
С 1971-1976 года руководил деканатом Силикатного факультета.
С 1975 года и до конца жизни — заведующий кафедрой химической технологии вяжущих материалов.
В 1979 году — был избран членом-корреспондентом АН СССР.
Умер 28 января 1982 года в Москве. Похоронен на Кунцевском кладбище.

## Научная деятельность
Специалист в области химии и технологии вяжущих материалов и силикатов.
Основные исследования относятся к химии и технологии вяжущих материалов и силикатов.
Вел изучение кинетики и катализа образования и кристаллизации силикатов в интервале температур 100—25000 С. Проводил исследования по созданию композиционных материалов на основе нитевидных кристаллогидратов и цементной матрицы.
Выполнил фундаментальные исследования в области теории высокотемпературного синтеза вяжущих, микрохимии и микромеханики безводных клинкерных минералов и гидратных фаз.
Один из первых описал процессы кристаллизации минералов портландцементного клинкера, составил оригинальную классификацию реальных кристаллов в цементах по типам дефектов, развил торию модифицирования кристаллов и создал ряд эффективных комплексных катализаторов процессов производства клинкера.
Автор трех монографий, более 300 статей, соавтор нескольких учебников и учебных пособий, в том числе учебника для вузов (Химическая технология вяжущих материалов).
Автор 70 изобретений, защищенных авторскими свидетельствами, значительная часть которых внедрена в производство.
Являлся генеральным докладчиком трех международных симпозиумов (Токио — 1968 год, Москва — 1974 год, Париж — 1980 год).
Под его руководством защищено 50 кандидатских диссертаций.
1. Методы физико-химических анализов вяжущих веществ. —1963. - 1981.
2. Технология вяжущих веществ. — 1965.
3. Портландцементный клинкер. — 1967.
4. Методическое пособие к практикуму по технологии вяжущих веществ. Приготовление портландцементного клинкера. 1972.
5. Практикум по химической технологии вяжущих материалов. - 1973.
6. Технический анализ и контроль производства вяжущих материалов и асбоцемента. — 1974.
7. Портландцемент. — 1974.
8. Агломерация порошкообразных силикатных материалов. —1978.
9. Технология асбестоцементных изделий. — 1979.
10. Химия высокоосновных алюмоферросиликатных расплавов. —1980.
11. Справочник по химии цемента. — 1980.
12. Избранные труды: Синтез и гидратация вяжущих материалов. — 1986.

## Награды
- Орден Трудового Красного Знамени[1]
- медали